# Maurizio Lucidi
Maurizio Lucidi (Firenze, 9 giugno 1932 – Roma, 16 luglio 2005) è stato un regista, montatore e sceneggiatore italiano.

## Biografia
Fin da giovane si appassionò alla cinematografia, dapprima come aiuto regista (tra gli altri di Pasolini) e successivamente, seguendo una lunga tradizione familiare, come montatore, attività che lo portò a collaborare con alcuni grandi del cinema (tra i tanti titoli Il sorpasso di Dino Risi).
Esordì come regista nel 1965 con La sfida dei giganti, su un suo soggetto, e proseguì la carriera dedicandosi soprattutto ai western e al genere bellico.

## Filmografia

### Regista
- La sfida dei giganti (1965)
- Due once di piombo (Il mio nome è Pecos) (1966)
- Pecos è qui: prega e muori! (1967)
- La più grande rapina del West (1967)
- La battaglia del Sinai (1968)
- Probabilità zero (1969)
- La vittima designata (1971)
- Si può fare... amigo (1972)
- L'ultima chance (1973)
- Due cuori, una cappella (1975)
- Gli esecutori (1975)
- Il marito in collegio (1977)
- Tutto suo padre (1978)
- Il marito in vacanza (1980)
- Perché non facciamo l'amore? (1981)
- Il lupo di mare (1987)
- Il gorilla – miniserie TV (1990)
- Il prezzo del denaro – film TV (1995)
- La casa dove abitava Corinne – film TV (1996)
- Un amore a Dondolo – film TV (2000)

### Montatore
- La prima notte, regia di Alberto Cavalcanti (1959)
- Morgan il pirata, regia di André De Toth e Primo Zeglio (1960)
- Ercole alla conquista di Atlantide, regia di Vittorio Cottafavi (1961)
- I tartari, regia di Richard Thorpe (1961)
- Il sorpasso, regia di Dino Risi (1962)
- Sexy al neon, regia di Ettore Fecchi (1962)
- I mostri, regia di Dino Risi (1963)
- Il successo, regia di Mauro Morassi e Dino Risi (non accreditato) (1963)
- I cento cavalieri, regia di Vittorio Cottafavi (1964)
- Amore facile, regia di Gianni Puccini (1964)
- Gli uomini dal passo pesante, regia di Mario Sequi (1965)
- Un dollaro tra i denti, regia di Luigi Vanzi (1967)